# Peter Maag
Peter Maag o por su nombre completo, Ernst Peter Johannes Maag (St. Gallen, 10 de mayo de 1919 - Verona, 16 de abril de 2001) fue un director de orquesta suizo.

## Biografía
Su padre, Otto, fue pastor luterano y músico erudito y su madre, Nelly, segundo violín en el Capet Quartet.  Su tío abuelo fue el director Fritz Steinbach. Peter asistió a las universidades de Zúrich, Basilea y Ginebra. Tuvo como profesores a Karl Barth y Emil Brunner en teología y a Karl Jaspers en filosofía. Estudió piano y teoría con Czesław Marek en Zürich y recibió formación pianística de Alfred Cortot en París. En la dirección de orquesta se inició con Ernest Ansermet en Ginebra, donde se convirtió en su asistente, Wilhelm Furtwängler y Franz von Hoesslin. 
Con Furtwängler, a quien el propio Maag consideró la mayor influencia de su vida, tocó como pianista en el Concierto para piano n.º 4 de Beethoven. Y según sus palabras, el propio director le dijo que porqué no dirigía, ya que le había estado observando durante su actuación pianística y parecía estar más pendiente de la orquesta que del teclado y ésta había entrado más en consonancia con él que con Furtwängler. Peter siguió el consejo de Furtwängler y empezó a dirigir en un pequeño teatro. Su nueva carrera comenzó como correpetidor y más tarde director en el teatro suizo de Biel-Solothurn en 1943-46. Después de finalizar su primera temporada en Biel-Solothurn, desempeñó el puesto de asistente de Furtwängler hasta el comienzo de su segunda temporada allí. Después de Biel-Solothurn, se convirtió en ayudante de Ernest Ansermet con la Orchestre de la Suisse Romande.
Maag fue el primer director de orquesta en la Ópera de Düsseldorf de 1952 a 1955. Legó a ser Generalmusikdirektor del Teatro de la Ciudad de Bonn de 1955 a 1959. Su primera aparición en el Royal Opera House de Covent Garden fue en 1959 con La flauta mágica de Mozart. En el mismo año hizo su debut en el Festival de Ópera de Glyndebourne con Las bodas de Fígaro de Mozart. Su debut en Estados Unidos fue también en 1959 como director invitado de la Orquesta Sinfónica de Minneapolis y en ópera en ese país en 1961 en el Lyric Theatre de Chicago con la obra de Mozart Cosi fan tutte.
En 1962, Maag abandonó su carrera musical al creer que estaba perdiendo el toque con la música y la teología y buscó nueva orientación a través de la iglesia ortodoxa griega y el budismo.
Reemprendió su carrera como director titular de la Volksoper de Viena de 1964 a 1968 y debutó en el Metropolitan Opera el 23 de septiembre de 1972 con Don Giovanni de Mozart y dirigió su orquesta durante tres años. Se convirtió en director artístico del Teatro Regio de Parma en 1972 y el Teatro Regio de Turín en 1974. Dirigió también la Orquesta Sinfónica de la RAI en Turín y la Orquesta Nacional de España en Madrid. Fue director musical de la Berner Symphonie-Orchester de 1984 a 1991. Su reputación no cesa de crecer y es llamado como director invitado por innumerables orquestas y teatros de ópera de todo el mundo.
Se casó dos veces. Su primera esposa fue Jasmina Božin, diseñadora de Bosnia-Herzegovina. Su segunda esposa, Marica Franchi (Marika), le sobrevivió. Tuvo un hijo Georg, escritor de libros para niños y una hija (Costanza, de su segunda esposa).

## Repertorio
Poco conocido y poco mediático, Maag, a pesar de todo, fue un músico de gran clase. Estaba especializado en el repertorio operístico de Mozart y de Verdi, pero también interpretó y grabó numerosas integrales.
Comenzó a grabar para Decca Records en octubre de 1950 con la Orchestre de la Suisse Romande. Estas grabaciones en mono incluyen la Sinfonía N.º 29, la Sinfonía N.º 34 y la Serenata N.º 9 "Posthorn" de Mozart.
Las primeras grabaciones para Decca con sonido estereofónico fueron muy bien recibidas y muchas han permanecido en los catálogos durante décadas. Los LP originales, en especial con la Orquesta Sinfónica de Londres, se han convertido en piezas de coleccionista. 
Comenzó a grabar con la Orquesta Sinfónica de Londres en febrero de 1957, incluyendo obras de Mozart y Mendelssohn y el Concierto para Piano de Schumann.
Maag también grabó dos LP con la Orchestre de la Société des Concerts du Conservatoire de París en noviembre de 1958 con obras de Chopin, Delibes, y Rossini.
También para Decca, Luisa Miller de Verdi con la National Philharmonic Orchestra en junio de 1975 y la ópera Leonora de Ferdinando Paer con la Bavarian State Orchestra en junio y julio de 1978.
Otros sellos discográficos con los que ha grabado incluyen Arts, Conifer, Deutsche Grammophon, MCA Records, Naxos Records, Nuova Era, RCA Red Seal Records y Vox Records.
Las grabaciones favoritas de Maag se producen con la asociación de las sinfonías 29 y 34 de Mozart. Tampoco se puede ignorar su perfectamente precisa y equilibrada interpretación de la "Sinfonía escocesa" de Mendelssohn con la Orquesta Sinfónica de Londres, para Decca.

## Condecoraciones
- Medalla Toscanini de Parma (1969)
- Medalla Verdiana (1973)
- Toscanini Presentation Baton (1975)